# Leptogaster armeniaca
Leptogaster armeniaca är en tvåvingeart som beskrevs av Paramonov 1930. Leptogaster armeniaca ingår i släktet Leptogaster och familjen rovflugor. Inga underarter finns listade i Catalogue of Life.